# Krokees
Krokees (in greco Κροκεές?, prima del 1927: Λεβέτσοβο - Levetsovo) è un ex comune della Grecia nella periferia del Peloponneso di 2.824 abitanti secondo i dati del censimento 2001.
È stato soppresso a seguito della riforma amministrativa detta Programma Callicrate in vigore dal gennaio 2011 ed è ora compreso nel comune di Evrotas.